# Agrodiaetus kotzschi
Agrodiaetus kotzschi är en fjärilsart som beskrevs av Forster. Agrodiaetus kotzschi ingår i släktet Agrodiaetus och familjen juvelvingar. Inga underarter finns listade i Catalogue of Life.